# Oldřich Barták
Oldřich Barták (* 22. září 1945) je bývalý český fotbalista, záložník.

## Fotbalová kariéra
V československé lize hrál za SONP Kladno. Nastoupil ve 23 ligových utkáních, v nichž dal 2 góly. Byl odchovancem ABC Braník.

## Ligová bilance
| Ročník                                   | Zápasy | Góly | Minuty | Klub        |
| ---------------------------------------- | ------ | ---- | ------ | ----------- |
| 1. československá fotbalová liga 1969/70 | 23     | 2    | 1 819  | SONP Kladno |
| CELKEM 1. liga                           | 23     | 2    | 1 819  |             |